# Startscherm
Het startscherm is het menu van Microsoft dat gebruikt wordt in Windows, Windows Phone, de Xbox 360 en de Xbox One. Het startscherm werd voor het eerst geïntroduceerd in Windows Phone 7. Hierna werd het uitgerold naar Xbox 360-consoles en vervolgens naar Windows met Windows 8. Ook de Xbox One is voorzien van een startscherm. Bij ieder systeem is het startscherm vrijwel gelijk, al zijn er toch punten waarop het verschilt.

## Geschiedenis

### Windows Phone
Het startscherm werd geïntroduceerd als een van de belangrijkste kenmerken van Windows Phone 7. Het startscherm was opgebouwd uit zogenoemde Live Tiles, dit zijn koppelingen naar apps en hubs die geïnstalleerd waren op het toestel. De tegels op het startscherm van Windows Phone sluiten allemaal op elkaar aan, het is niet mogelijk categorieën te maken. Versie 7 beschikte over het normale vierkante formaat en een rechthoekig formaat, dat twee keer het normale formaat langs elkaar is. In Windows Phone 8 wordt een nieuw formaat geïntroduceerd, dit is vier keer kleiner dan het standaard vierkante formaat. In Windows Phone 8 werd de rechterzijbalk ook verwijderd om meer plaats vrij te maken voor tegels. Het nieuwe startscherm werd ook doorgevoerd naar oudere apparaten door middel van Windows Phone 7.8.

### Xbox
Nadat Windows Phone in 2010 het startscherm kreeg, werd ook de Xbox 360 voorzien van het startscherm in de Dashboard update 2011. In tegenstelling tot Windows Phone is het startscherm van de Xbox 360 voorzien van vooraf ingestelde categorieën. Het startscherm kan hier ook bestuurd worden door middel van de Xbox-controller of Kinect. Het is niet mogelijk zelf de locatie van de categorieën te bepalen. De Xbox One beschikt over een gelijkaardig ontwerp als de Xbox 360, met enig verschil dat de achtergrond op de Xbox One donker is.

### Windows
In september 2011 kwam Microsoft met de Windows Developer Preview, dit was een pre-bèta van Windows 8 en was de eerste versie van Windows met het startscherm. Na de Developer Preview werd het startscherm nog aangepast in de Consumer Preview, de Release Preview en nogmaals in de RTM. Dit betreft meestal nieuwe kleuren en achtergronden en een licht gewijzigd ontwerp van desktop-app-tegels. Windows 8 werd fel bekritiseerd vanwege het vervangen van het startmenu door een fullscreen startscherm. Ook de startknop werd hiermee voortaan een knop die enkel zichtbaar was als men er bleef boven zweven met de cursor. Het startscherm is bedoeld om het besturingssysteem gebruiksvriendelijker te maken. Net als Windows Phone 7 kent het startscherm in Windows 8 maar twee formaten: het normale vierkant en het rechthoek, dat weer twee keer breder is als het vierkant. Wel kunnen er categorieën worden aangemaakt door de gebruiker en ook de plaats is volledig vrij te kiezen, net als het formaat van de tegels.
In Windows 8.1 heeft het startscherm diverse nieuwe functies gekregen. Zo zijn de standaard 25 kleurencombinaties vervangen door 324 verschillende achtergrondkleuren voor het startscherm en 216 accentkleuren. Ook de startknop is terug een zichtbare knop geworden. Het startscherm beschikt nu ook over dynamische achtergronden die mee bewegen met het startscherm. Ook kan ervoor worden gekozen om het startscherm dezelfde achtergrond te geven als het bureaublad. Verder zijn er twee nieuwe formaten van tegels geïntroduceerd, een dat vier keer kleiner is dan het normale vierkante formaat, zoals in Windows Phone 8, en een dat vier keer groter is dan het normale formaat. In Windows 8.1 kan het startscherm worden overgeslagen en kan men direct naar het bureaublad opstarten.